# Coraebosoma samarense
Coraebosoma samarense – gatunek chrząszcza z rodziny bogatkowatych, podrodziny Agrilinae i plemienia Coraebini.

## Taksonomia
Gatunek ten został opisany w 1990 przez Charlesa L. Bellamy. Nazwa gatunkowa pochodzi od jego lokalizacji typowej.

## Opis
Spośród innych przedstawicieli rodzaju Coraebosoma chrząszcz ten wyróżnia się górną powierzchnią ciała ze zgrupowaniami szczecinek w małe łatki w liczbie kilku, głową i przedpleczem jasnomiedzianymi, a pokrywami jasno zielono-złotymi oraz stosunkiem długości do szerokości ciała poniżej 2,7.

## Występowanie
Gatunek ten jest endemitem Filipin, znanym dotąd jedynie z wyspy Samar.